# Jedan umetnik, 15 fotografa, 30 umetničkih dela
Jedan umetnik, 15 fotografa, 30 umetničkih dela je umetnički koncept koji je pokrenula kompanija Color Media Communications sa ciljem -decentralizovanja kulturnih dešavanja u Srbiji, te predstavljanja dela najznačajnijih srpskih slikara i promocije savremenih srpskih fotografa. Do sada su održane četiri izložbe: „Sava Šumanović: Jedan slikar, 10 fotografa, 20 umetničkih dela” u Šidu, „Milan Konjović: Jedan slikar, 15 fotografa, 30 umetničkih dela” u Somboru, „Paja Jovanović: Jedan slikar, 12 fotografa, 24 umetnička dela” u Beogradu i „Milena Pavlović Barili: Jedna umetnica, 15 fotografa, 30 umetničkih dela” u Požarevcu.

## Izložba „Sava Šumanović: Jedan slikar, 10 fotografa, 20 umetničkih dela”
Ova izložba realizovana je kao zajednički projekat kompanije Color Press Group, časopisa Lepota & Zdravlje i Galerije slika „Sava Šumanović” Šid.
Projekat obuhvata dest odabranih dela Save Šumanovića i deset srpskih fotografa koji su snimili savremenu fotografiju sa osobama koje ih inspirišu i predstavljaju sećanje na jednu od umetnikovih slika izloženih u Galeriji „Sava Šumanović”. Fotografi Nebojša Babić, Miša Obradović, Sever Zolak, Miloš Nadaždin, Nemanja Maraš, Irena Savičić, Željko Škrbić, Jovana Mladenović, Braca Nadeždić i Đorđe Odanović najpre su posetili Galeriju „Sava Šumanović“ u Šidu i upoznali se sa kolekcijom od 417 slika ovog umetnika, a potom izabrali delo koje im je poslužilo kao inspiracija za fotografiju koja predstavlja savremeni odgovor na Šumanovićevu umetnost iz prve polovine 20. veka.
Autorka postavke bila je Lidija Ćulibrk, glavna i odgovorna urednica časopisa „Lepota & Zdravlje”, a izložbu je otvorio Slaviša Grujić, potpredsednik Pokrajinske vlade i pokrajinski sekretar za kulturu i informisanje. Ovim projektom povezan je jedan od najvećih srpskih slikara, njegovi motivi i junaci sa savremenim srpskim fotografima i njihovim muzama iz 21. veka.

## Izložba „Milan Konjović: Jedan slikar, 15 fotografa, 30 umetničkih dela”
„Izložba Milan Konjović: Jedan slikar, 15 fotografa, 30 umetničkih dela” realizovana je kao zajednički projekat kompanije Color Press Group, časopisa „Lepota & Zdravlje” i Galerije Milan Konjović Sombor. Postavka obuhvata 15 odabranih dela Milana Konjovića iz galerije u Somboru i isto toliko fotografija savremenih srpskih fotografa nastalih kao reminiscencija na jednu od umetnikovih slika izloženih u Galeriji, čija zbirka danas broji 1.084 odabrana rada ovog vojvođanskog slikara, iz svih etapa njegovog višedecenijskog stvaralaštva (Rana faza, Plava faza, Crvena faza, Siva faza, Koloristička faza, Asocijativna faza i Vizantijska faza).
Fotografe su činili Vukica Mikača, Dragan Kujundžić, Predrag Uzelac, Aleksandar Radoš, Đorđe Arambašić, Milica Mrvić, Jaroslav Pap, Bojana Andrić, Radivoj Hadžić, Aleksandar Kamasi, Senja Vild, Mirko Tabašević, Luna Jovanović, Boris Bajčetić i Danilo Mijatović. Oni su tokom 2015. godine imali priliku da posete Galeriju u Somboru i upoznaju se sa stvaralaštvom čuvenog slikara, a potom su snimili crno-belu ili kolornu fotografiju kao svojevrsni „citat” neke od Konjovićevih slika izloženih u Galeriji.
Autor izbložbe bila je Lidija Ćulibrk, glavna i odgovorna urednica časopisa „Lepota & Zdravlje”. Izložbu je 2. oktobra 2015. godine u Galeriji Milan Konjović u Somboru otvorio Slaviša Grujić, pokrajinski sekretar za kulturu i javno informisanje.

## Izložba „Paja Jovanović: Jedan slikar, 12 fotografa, 24 umetnička dela”
Izložba „Paja Jovanović: Jedan slikar, 12 fotografa, 24 umetnička dela” realizovana je kao zajednički projekat kompanije Color Media Communications i Muzeja grada Beograda. Dvanaest fotografa odabralo je neko od dela Paje Jovanovića, najpoznatijeg predstavnika akademizma i na jedinstven način, kroz objektiv svog foto-aparata, publici prenelo njegovu umetničku viziju.
Fotografe su činili Nebojša Babić, Miša Obradović, Monika Pavlović, Miloš Nadaždin, Jelena Jovanov, Sever Zolak, Marko Krunić, Braca Nadeždić, Vladimir Milivojević Boogie, Vukica Mikača, Radivoj Hadžić i Jaroslav Pap. Dvanaest odabranih slika Paje Jovanovića - „Parsifal”, „Unutrašnjost mlina”, „Seoba Srba”, „Studija za muški portret”, „Portret Vlade Ilića”, „Portret kraljice Marije Karađorđević”, „Akt na crvenom ogrtaču”, „Cveće”, „Portret mlade žene u ružičastoj haljini”, „Portret dame pored kamina”, „Portret plemića s ordenom Zlatnog runa” i „Predeo u buri” našlo se na zidovima Muzeja grada Beograda, a fotografije inspirisane njima su se nalazile na štafelajima ispred umetnikovih slika. U ulozi modela i muza savremenih fotografa bile su princeza Danica Karađorđević, nekadašnja srpska teniserka Jelena Janković, manekenka Zorana Obradović, te biznismen i predsednik Srpskog atletskog saveza Veselin Jevrosimović, politikolog Slobodan Antonić, modni stilista Ašok Murti...
Po konceptu izložbe, 12 originalnih slika umetnika dobilo je svoje replike u vidu atraktivnih fotografija koje prate kostimografiju i scenografiju autentičnog izvornika. Stručni konsultant izložbe bio je modni dizajner Igor Todorović, a kostimograf Dragana Ognjenović. Autorka izložbe „Paja Jovanović: jedan slikar, 12 fotografa, 24 umetnička dela” bila je novinarka Duška Jovanić. U toku trajanja izložbe održana su i četiri predavanja u okviru kojih su umetnost Paje Jovanovića sa različitih aspekata predstavili istoričar Predrag Marković, istoričarka umetnosti Tamara Ognjević, književnik Nenad Novak Stefanović i modni dizajner Igor Todorović.
Prvo predavanje pod nazivom „Portretistika kao značajan segment modnog dijaloga” vodio je Igor Todorović. Antologijska slika „Seoba Srba” poslužila je kao inspiracija za predavanje „Vreme u kome je živeo i stvarao Paja Jovanović” poznatog istoričara Predraga Markovića. Tamara Ognjević govorila je na temu „Muni - fatalna muza i supruga Paje Jovanovića, kao inspiracija za njegove portrete i aktove”, prema slici „Dama pored kamina”, a poslednje predavanje pod nazivom „Stvaralaštvo Paje Jovanovića između dva rata”, vodio je književnik Nenad Novak Stefanović nadahnut „Portretom Vlade Ilića”.
Izložba je otvorena 15. oktobra 2020, a dve nedelje kasnije, prilikom zatvaranja, 29. oktobra, usledila je i zabava „Artisti i modeli”.

## Izložba „Milena Pavlović Barili: Jedna umetnica, 15 fotografa, 30 umetničkih dela”
Izložba „Milena Pavlović Barili: Jedna umetnica, 15 fotografa, 30 umetničkih dela” realizovana je kao zajednički projekat kompanije Color Media Communications, Ministarstva kulture i informisanja, Galerije Milena Pavlović Barili u Požarevcu i Centra za kulturu Požarevac, a uz podršku Grada Požarevca.
Tokom ove izložbe 15 savremenih srpskih umetničkih i modnih fotografa dalo je svoj doprinos viđenju stvaralačkog opusa Milene Pavlović Barili.
Fotografi Marko Krunić, Monika Pavlović, Marko Vulević, Goran V. Popovski, Dušan Reljin, Vukica Mikača, Goran Zlatković, Vuk Dapčević, Jasna Prolić, Miša Obradović, Miloš Nadaždin, Sever Zolak, Nenad Marjanović, Vladimir Milivojević Boogie i Nebojša Babić učestvovali su u ovoj izložbi. Cilj i ove izložbe bio je da se kroz objektiv modernih umetnika reinterpretiraju zamisli i lepota izraza Milene Pavlović Barili. Fotografi su po sopstvenom izboru odabrali jedno njeno delo, te snimili fotografiju koja predstavlja njihov savremeni odgovor na umetnost znamenite srpske slikarke.
Izložba je otvorena 9. septembra 2021. godine u Centru za kulturu Požarevac. Prisutnima su se tom prilikom obratili Ljiljana Dabić, direktorka Galerije „Milena Pavlović Barilli”, novinarka Duška Jovanić, autorka izložbe i Saša Pavlović, gradonačelnik Grada Požarevca. Izložbu je otvorila pomoćnica ministarke kulture Danijela Vanušić.

## Galerija
- Izložba "Milena Pavlović Barili - Jedna umetnica, 15 fotografa, 30 umetničkih dela"
- Izložba "Milena Pavlović Barili - Jedna umetnica, 15 fotografa, 30 umetničkih dela"
- Izložba "Paja Jovanović - 1 slikar, 12 fotografa, 24 umetnička dela"
- Izložba "Paja Jovanović - 1 slikar, 12 fotografa, 24 umetnička dela" - Fotografi
- Izložba "Sava Šumanović - 1 slikar, 10 fotografa, 20 umetničkih dela"
- Izložba "Sava Šumanović - 1 slikar, 10 fotografa, 20 umetničkih dela" - Fotografi
- Izložba "Milan Konjović - 1 slikar, 15 fotografa, 30 umetničkih dela" - Fotografi
- Izložba "Milan Konjović - 1 slikar, 15 fotografa, 30 umetničkih dela"